# Robert D. Ray
Robert Dolph Ray (Des Moines, Iowa; 26 de septiembre de 1928-Ib., 8 de julio de 2018) fue un político estadounidense del Partido Republicano. Fue el 38.º gobernador de Iowa de 1969 a 1983.